# 武大的小姐姐們
《武大的小姐姐們》（曾用名《舞魅娘》），2018年台海兩岸聯合製作的偶像劇，陶嫚曼、周曉涵、方妍心、唐瑞宏、王俊人、張禹領銜主演，2017年1月12日開鏡至3月杀青，2018年12月19日在優酷視頻首播。

## 播出時間

### 首播
| 頻道     | 所在地   | 首播日期       | 播放時間 |
| -------- | -------- | -------------- | -------- |
| 优酷视频 | 中国大陆 | 2018年12月19日 |          |

## 故事大綱
落魄的青年經紀人武大，無意獲得了一幅改變其命運的古畫。在家傳聚寶盆的作用下，四名古代美女：西施、花木蘭、妲己和楊玉環，穿越時空現身2018。她們的出現讓武大對生活重新燃起希望。於是，開始遊說四女成立“舞魅娘”舞蹈團，並參加了一場足以揚名立萬的舞蹈大賽——“天下第一舞道會”！四女雖憑藉從各自時空帶來的技藝開始嶄露頭角，然而畢竟古今有別，舞蹈大會更是強者如林，勁敵“唯舞獨尊”的出現也讓幾位曾高高在上的絕代佳人初次嚐到了失敗的滋味。而幾位畫中人，也開始明白了時代的變化，一方面磨礪著舞技，另一方面也開始經歷各自不同的情感生涯 。

## 演員列表

### 主要演員
| 演員   | 角色   | 介紹 | 登場集數 |
| 王俊人 | 武大   | 成立“舞魅娘”舞蹈團的經紀人，想靠舞魅娘翻身，喜歡木蘭                                                                                         |          |
| 陶嫚曼 | 花木蘭 | “舞魅娘”舞蹈團之一，四人中排行老二，個性衝動，總用拳頭解決事情，但內心善良體貼大方，喜歡武大                                                 |          |
| 周曉涵 | 西施   | “舞魅娘”舞蹈團之團長，溫柔聰慧且善解人意，喜歡范離，患有心病，後被司馬醫生救治                                                               |          |
| 方妍心 | 楊玉環 | “舞魅娘”舞蹈團之一，四人中排行老三，單純可愛，最喜愛吃美食，但由於太過愛吃，常為團隊帶來風波；喜歡喬榮（小喬）                               |          |
| 唐瑞宏 | 妲己   | “舞魅娘”舞蹈團之一，四人中排行老四，個性自私，但在被薛明欺騙感情後，受眾人相助，全心投入團隊                                                 |          |
| 張禹   | 范离   | 曾是陳妤之男友，但在陳妤狠毒且毫不珍惜感情下與其分手，後因西施的體貼及全心全意的愛下與西施在一起；多次幫助舞魅娘，為武大的大學同學，范蠡轉世 |          |
| 郭彥甫 | 安贊   | 為大賽中評委之一 |          |
| 阿喜   | 梅欣甘 | 為大賽中評委之一 |          |

### 其他演員
| 演員        | 角色           | 介紹 | 登場集數 |
| 龍劭華      | 司馬洸/司馬湸  | 神秘的老頭與四位絕世美人有關，有神奇的法力；其雙胞胎哥哥為醫院主治醫師                                   |          |
| 鍾欣凌      | 房東太太       | 常催繳武大房租，有養一隻名為小寶的哈士奇                                                                 |          |
| 周俐葳      | 陳妤           | 曾是范离之女友，“唯舞獨尊”舞蹈團之一；個性努力認真，卻因太在意輸贏而變的狠毒，無所不用其極的陷害“舞魅娘” |          |
| 李季        | 大喬           | “唯舞獨尊”舞蹈團之一，本名喬欣，為小喬的姐姐，家裡有開溫泉會館                                           |          |
| 景璇        | 駱雁           | “唯舞獨尊”舞蹈團之一，陰狠聰明，是薛明的女友                                                             |          |
| 萬家麟      | 小喬           | “唯舞獨尊”舞蹈團之一，本名喬榮，為大喬的弟弟，喜歡玉環                                                   |          |
| 董至成      | 龍老大         | 勢力強大，武大的債主，也是“舞魅娘”的粉絲                                                                 |          |
| 楊騰        | 薛明           | 舞蹈老師，知名舞蹈家且經營服飾品牌；駱雁男友，卻已有妻子，到處偷吃外遇                                   |          |
| 孫德信      | 陳導演         | |          |
| 梁人予      | 包公正         | 看了“舞魅娘”的表演後起死回生                                                                             |          |
| 吳橞翧      | 范离助理(小文) | |          |
| 張皓羽      | 主持人         | |          |
| 地球 (藝人) | 方似玉         | 武大找來的工讀生                                                                                         |          |
| 丹尼爾      | 龍老大手下甲   | |          |
| 謝健忠      | 龍老大手下乙   | |          |

## 電視劇歌曲
| 曲別   | 歌名   | 演唱者             | 作詞                       | 作曲               |
| 片頭曲 | 舞魅娘 | 賴雅妍、F.I.R.阿沁 | 蕭仁豪、F.I.R.阿沁、王宇嫣 | F.I.R.阿沁、蘇俊翰 |
| 片尾曲 | 繁星   | 楊景涵             | 楊景涵                     | 楊景涵             |
| 插曲   | 偷偷   | 楊景涵             | 楊景涵                     | 楊景涵             |
| 插曲   | 深呼吸 | 陳肇天             | 陳肇天、心情               | 陳肇天、小螞蟻     |

## 外部連結
- 武大的小姐姐們的新浪微博